# Rodolfo Acquaviva
Rodolfo Acquaviva (Atri, 2 ottobre 1550 – Cuncolim, 25 luglio 1583) è stato un gesuita e missionario italiano.

## Biografia
Figlio di Gian Girolamo I Acquaviva d'Aragona, 10º duca di Atri, e di Margherita Pio di Savoia; la sua famiglia era imparentata con le più nobili famiglie d'Italia, fra cui i Gonzaga di Mantova.
Due suoi fratelli, Giulio e Ottavio, furono più tardi cardinali della Chiesa cattolica, mentre lo zio Claudio venne eletto nel 1581 Generale della Compagnia di Gesù.
Entrò il 2 aprile 1568 nella Compagnia di Gesù a Roma, dove ebbe come compagno di studi, san Stanislao Kostka, suo coetaneo, ma che lascerà questa terra proprio nell'anno in cui si conobbero al Noviziato. Fu ordinato sacerdote nel 1578 a Lisbona, partendo il 24 marzo 1578 per Goa, dove insegnò filosofia; fu poi tra il 1580 e il 1583 a capo d'una missione, per la grande stima e fiducia dei suoi superiori, alla corte del Gran Mogol, Akbar, a Fatehpur Sikri, il quale aveva chiesto con insistenza, l'invio di alcuni missionari. Di ritorno a Goa, nel 1583, prese la direzione della missione in Salcete, ma fu nello stesso anno ucciso nel villaggio di Cuncolim, con Alfonso Pacheco, Antonio Francisco, Francesco Aranha e Pietro Berno, suoi confratelli.
Fu beatificato il 30 aprile 1893 sotto papa Leone XIII. La sua festa liturgica ricorre il 27 luglio.

## Ascendenza
|                                                         |                                                |                                                     | Genitori                                         |  |  | Nonni |  |  | Bisnonni                                                |  |  | Trisnonni                                             |  |
|                                                         |                                                |                                                     |                                                  |  |  |       |  |  | Andrea Matteo III Acquaviva d'Aragona, VIII duca d'Atri |  |  | Giulio Antonio I Acquaviva d'Aragona, VII duca d'Atri |  |
|                                                         |                                                |                                                     |                                                  |  |  |       |  |  | Andrea Matteo III Acquaviva d'Aragona, VIII duca d'Atri |  |  | Giulio Antonio I Acquaviva d'Aragona, VII duca d'Atri |  |
|                                                         |                                                | Caterina Orsini del Balzo, contessa di Conversano   |                                                  |  |  |       |  |  | Andrea Matteo III Acquaviva d'Aragona, VIII duca d'Atri |  |  |                                                       |  |
| Giannantonio Donato Acquaviva d'Aragona, IX duca d'Atri |                                                |                                                     |                                                  |  |  |       |  |  | Andrea Matteo III Acquaviva d'Aragona, VIII duca d'Atri |  |  |                                                       |  |
|                                                         |                                                | Isabella Todeschini Piccolomini d'Aragona           | Antonio Todeschini Piccolomini, IV duca d'Amalfi |  |  |       |  |  |                                                         |  |  |                                                       |  |
|                                                         |                                                | Isabella Todeschini Piccolomini d'Aragona           | Antonio Todeschini Piccolomini, IV duca d'Amalfi |  |  |       |  |  |                                                         |  |  |                                                       |  |
|                                                         |                                                | Isabella Todeschini Piccolomini d'Aragona           | Maria d'Aragona                                  |  |  |       |  |  |                                                         |  |  |                                                       |  |
| Gian Girolamo I Acquaviva d'Aragona, X duca d'Atri      |                                                | Isabella Todeschini Piccolomini d'Aragona           |                                                  |  |  |       |  |  |                                                         |  |  |                                                       |  |
|                                                         |                                                | Giovanni Battista Spinelli, I duca di Castrovillari | Troiano Spinelli, I barone di Summonte           |  |  |       |  |  |                                                         |  |  |                                                       |  |
|                                                         |                                                | Giovanni Battista Spinelli, I duca di Castrovillari | Troiano Spinelli, I barone di Summonte           |  |  |       |  |  |                                                         |  |  |                                                       |  |
|                                                         |                                                | Giovanni Battista Spinelli, I duca di Castrovillari | Maria Caracciolo                                 |  |  |       |  |  |                                                         |  |  |                                                       |  |
| Isabella Spinelli                                       |                                                | Giovanni Battista Spinelli, I duca di Castrovillari |                                                  |  |  |       |  |  |                                                         |  |  |                                                       |  |
|                                                         |                                                | Livia Caracciolo                                    | Tristano Caracciolo, signore di Ponte Albaneto   |  |  |       |  |  |                                                         |  |  |                                                       |  |
|                                                         |                                                | Livia Caracciolo                                    | Tristano Caracciolo, signore di Ponte Albaneto   |  |  |       |  |  |                                                         |  |  |                                                       |  |
|                                                         |                                                | Livia Caracciolo                                    | Beatrice Piscicelli                              |  |  |       |  |  |                                                         |  |  |                                                       |  |
| Rodolfo Acquaviva d'Aragona                             |                                                | Livia Caracciolo                                    |                                                  |  |  |       |  |  |                                                         |  |  |                                                       |  |
|                                                         | Lionello I Pio di Savoia, VII signore di Carpi | Alberto II Pio di Savoia, signore di Carpi          |                                                  |  |  |       |  |  |                                                         |  |  |                                                       |  |
|                                                         | Lionello I Pio di Savoia, VII signore di Carpi | Alberto II Pio di Savoia, signore di Carpi          |                                                  |  |  |       |  |  |                                                         |  |  |                                                       |  |
|                                                         | Lionello I Pio di Savoia, VII signore di Carpi | Agnese del Carretto                                 |                                                  |  |  |       |  |  |                                                         |  |  |                                                       |  |
| Alberto III Pio di Savoia, VIII signore di Carpi        | Lionello I Pio di Savoia, VII signore di Carpi |                                                     |                                                  |  |  |       |  |  |                                                         |  |  |                                                       |  |
|                                                         |                                                | Caterina Pico                                       | Gianfrancesco I Pico, conte di Concordia         |  |  |       |  |  |                                                         |  |  |                                                       |  |
|                                                         |                                                | Caterina Pico                                       | Gianfrancesco I Pico, conte di Concordia         |  |  |       |  |  |                                                         |  |  |                                                       |  |
|                                                         |                                                | Caterina Pico                                       | Giulia Boiardo                                   |  |  |       |  |  |                                                         |  |  |                                                       |  |
| Margherita Pio di Savoia                                |                                                | Caterina Pico                                       |                                                  |  |  |       |  |  |                                                         |  |  |                                                       |  |
|                                                         |                                                | Franciotto Orsini                                   | Orso Orsini, signore di Monterotondo             |  |  |       |  |  |                                                         |  |  |                                                       |  |
|                                                         |                                                | Franciotto Orsini                                   | Orso Orsini, signore di Monterotondo             |  |  |       |  |  |                                                         |  |  |                                                       |  |
|                                                         |                                                | Franciotto Orsini                                   | Constanza Savelli                                |  |  |       |  |  |                                                         |  |  |                                                       |  |
| Cecilia Orsini                                          |                                                | Franciotto Orsini                                   |                                                  |  |  |       |  |  |                                                         |  |  |                                                       |  |
|                                                         |                                                | Violante Orsini                                     | Pierfrancesco Orsini, signore di Bomarzo         |  |  |       |  |  |                                                         |  |  |                                                       |  |
|                                                         |                                                | Violante Orsini                                     | Pierfrancesco Orsini, signore di Bomarzo         |  |  |       |  |  |                                                         |  |  |                                                       |  |
|                                                         |                                                | Violante Orsini                                     | Giulia Beccaria                                  |  |  |       |  |  |                                                         |  |  |                                                       |  |
|                                                         |                                                | Violante Orsini                                     |                                                  |  |  |       |  |  |                                                         |  |  |                                                       |  |